# 江ノ島電鉄線
江ノ島電鉄線（えのしまでんてつせん）は、神奈川県藤沢市の藤沢駅から江ノ島駅を経て鎌倉市の鎌倉駅に至る、江ノ島電鉄の鉄道路線。「江ノ電」として広く親しまれている。駅ナンバリングで使われる路線記号はEN。

## 概要
全長25メートルほどの2両1組の連接車を用い、これを単行（ソロ）または2組連結（重連）で運転されている。途中の腰越 - 江ノ島間は併用軌道となっており道路上を走行しているが、当路線は全区間が鉄道事業法に基づく鉄道路線である。しかし出自が軌道線であり、車両の大きさなどから広義での路面電車やLRTに分類されることもある。「日本の路面電車一覧」の項目も参照。
創業期より電力事業を営み、電力会社（横浜電気→東京電燈）に買収された。その名残として、現在も一部区間において東京電力パワーグリッドの電力柱を架線柱と共有している。「江ノ島電鉄#歴史」の項目も参照。
戦後、1964年東京五輪の開催に伴って沿線の道路開発が進み、モータリゼーションによるバス事業の躍進などの影響で乗客数が相対的に落ち込み、一時は廃止の危機に陥った。しかし、付近の道路が渋滞して電車の定時性が見直されたことや、沿線の宅地開発や都市開発により利用者が増加し、藤沢駅高架化を代表とする鉄道近代化へと方針転換する。その後、テレビドラマなど鎌倉・湘南ブームで江ノ電の人気となったこともあって、観光鉄道として知名度の高い鉄道となっていった。
全線単線で、腰越 - 江ノ島間に県道上を、七里ヶ浜付近や稲村ヶ崎付近に市道の端を走る併用軌道区間がある。検修工場は極楽寺駅近くに極楽寺検車区がある。この他、夜間停泊などで使われる電留線が江ノ島駅構内に2線ある。
交換可能駅や信号場に設置されているポイントは、ほとんどが発条転轍器となっている。正式な踏切は警報機と遮断機が付いている第一種踏切道（50箇所）しか存在しないが、踏切以外の箇所を事実上の通路（赤道）として横断に利用しているケースがあり（非公認ながら踏み板を設置している箇所もある）、しばしば安全上の問題として取り上げられる。
全駅にて、PASMO・Suicaなどの交通系ICカード乗車券が利用可能である。また、各駅に自動券売機も設置されている。その他、クレジットカードなどのタッチ決済も関東で最初に運用が開始された。
石上・柳小路・鵠沼・湘南海岸公園・鎌倉高校前・稲村ケ崎・極楽寺・由比ケ浜・和田塚の9駅が終日無人駅となっており、切符は乗務員が回収するか、備え付けの集札箱に入れるようになっている。繁忙期には旅客が集中する無人駅にも駅員や警備員が配置される。自動改札機は鎌倉、長谷、江ノ島、鵠沼（一部）、藤沢の5駅に設置されており、その他の駅のすべての出入口にはICカード簡易改札機が完備されている。
高架駅の藤沢駅、半地下構造の鵠沼駅を除き、各駅のホームと駅舎間には跨線橋の類は一切無い。稲村ヶ崎駅は構内踏切（渡線路）が設置されているのみであり、バリアフリーが構築されている。トイレは柳小路・石上を除く全駅に設置されている（身障者用は鎌倉・長谷・江ノ島・藤沢に設置）。4両編成の場合、腰越駅では、ホームが短いため鎌倉寄り1両のドアが締切（ドアカット）となる。

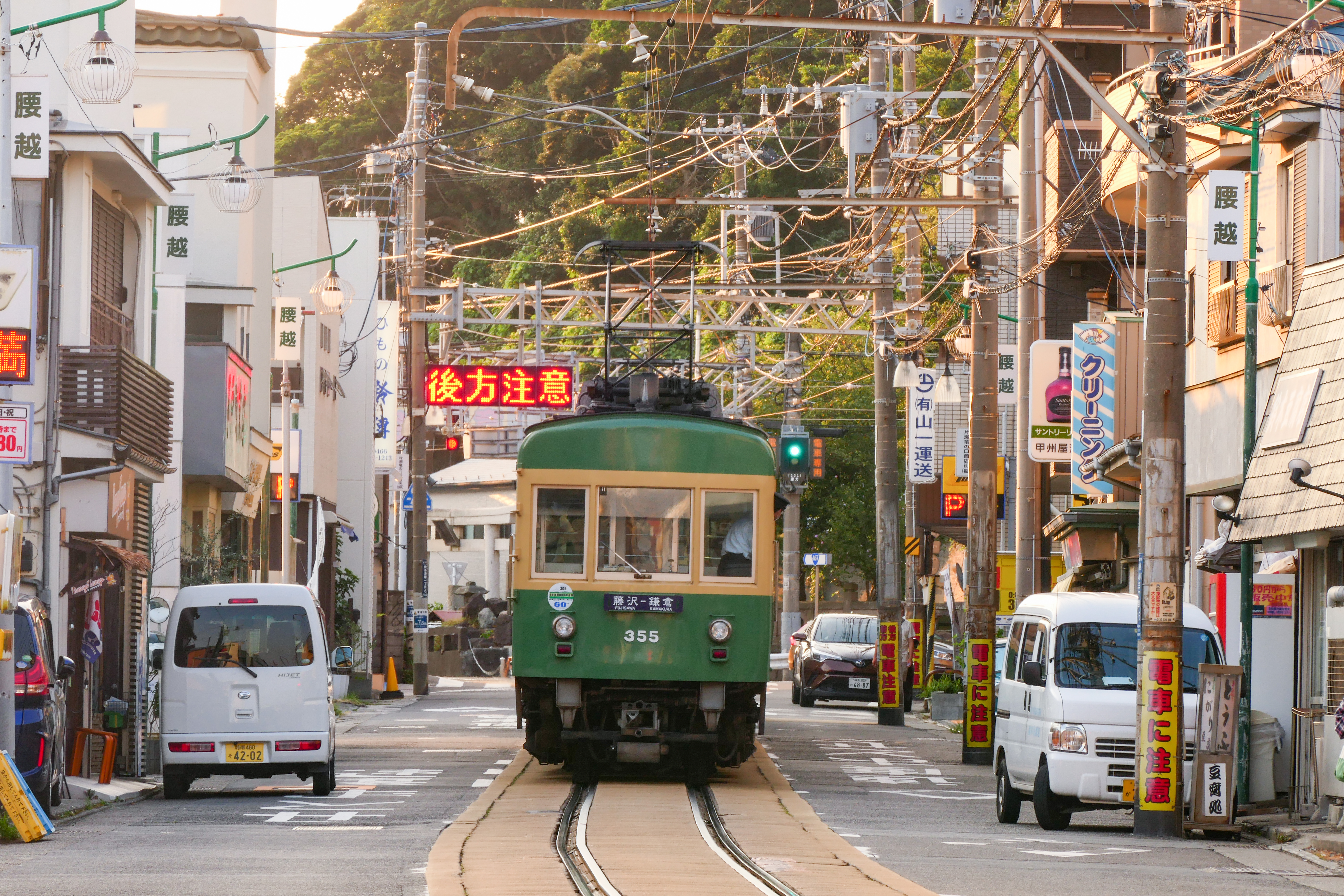
腰越 - 江ノ島間の併用軌道（2020年8月）
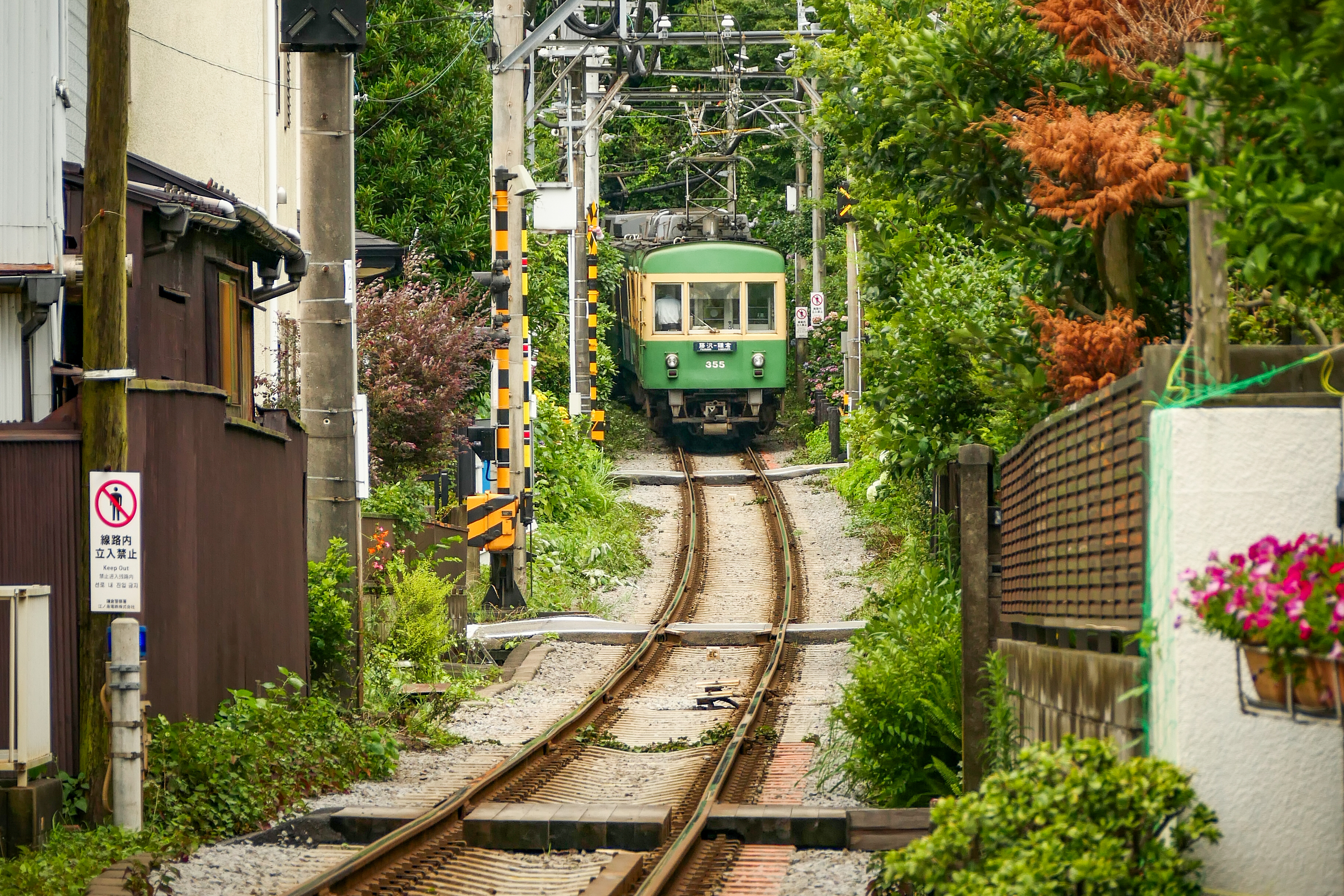
長谷 - 極楽寺間の専用軌道。手前の踏み板は非公認の踏切となっている（2019年7月）
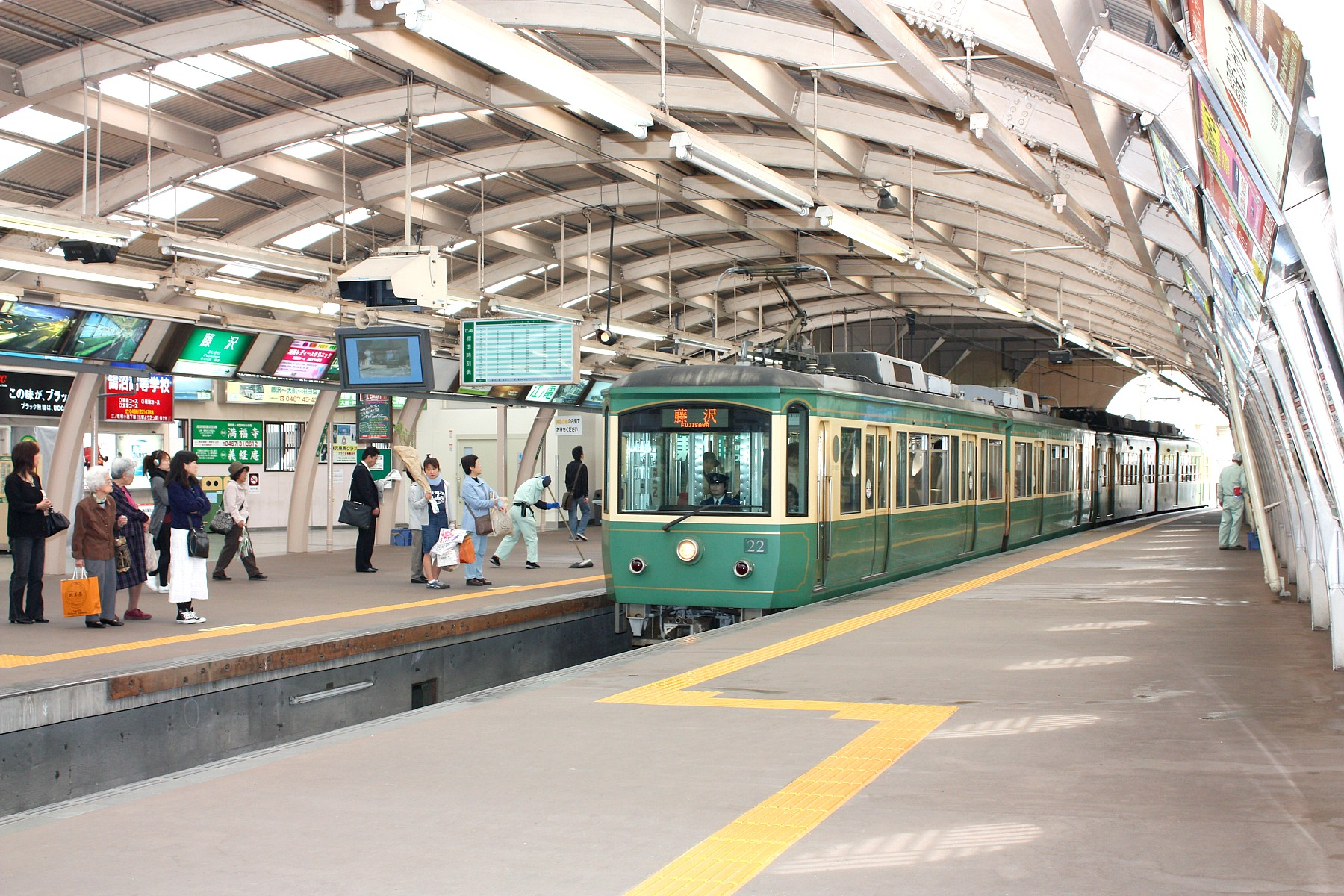
近代化に伴い高架化された藤沢駅（2008年4月）
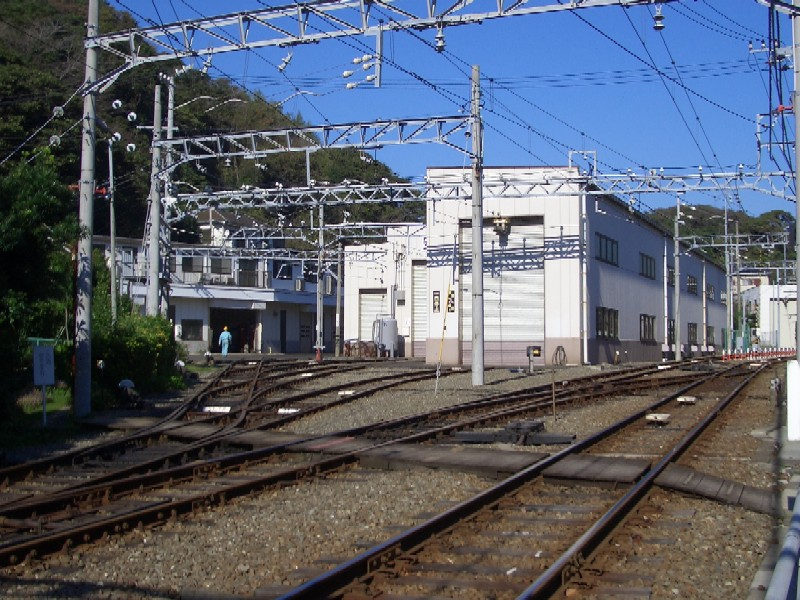
極楽寺駅に隣接する極楽寺検車区（2004年10月）

### 路線データ
- 路線距離（営業キロ）：10.0 km [1]
- 軌間：1,067 mm [1]
- 駅数：15駅（起終点駅含む。その他信号場1）[1]
- 複線区間：なし（全線単線）[1]
- 電化区間：全線（直流600 V）[1]
- 閉そく方式：自動閉そく式（特殊）[1]（代用閉そく方式は指導指令式、閉そく準用法は無し）
- 交換可能駅・信号場：5（長谷・稲村ヶ崎・峰ヶ原（信）・江ノ島・鵠沼）
- 保安設備：江ノ電形点制御車上速度比較照査式eATS（イーツ） [1]
- 最高速度：45 km/h [1]
- 2023年度輸送人員実績：18,099千人[1]（他のデータは利用状況参照）

### 路線名について
1998年に発行された地図帳では電鉄線の路線名称が記載されている一方、1997年（平成9年）版の『鉄道要覧』には路線名の記載はなかった。しかし2003年（平成15年）版から「江ノ島電鉄線」の路線名が記載されるようになっている。

## 歴史
- 1902年（明治35年）9月1日 江之島電氣鐵道により、藤沢 - 片瀬（現・江ノ島）間開業（開業時は軌道条例に基づく軌道）。停留所は藤沢・石上・川袋・藤ヶ谷・鵠沼・新屋敷・西方・浜須賀・山本橋・片瀬。使用車両4両。開業当日鵠沼で脱線事故を起こす。
- 1903年（明治36年）
  - 6月20日 片瀬 - 行合橋（現・七里ヶ浜）間開業。追加停留所は龍ノ口・中原・土橋・神戸橋・谷戸・満福寺前・腰越・袂ヶ浦・日坂・谷沢・七里ヶ浜・峰ヶ原・田辺・行合橋。
  - 7月17日 行合橋 - 追揚（現在廃止）間開業。追加停留所は追揚。
- 1904年（明治37年）4月1日 追揚 - 極楽寺間開業。追加停留所は姥ヶ谷・音無橋・稲村ヶ崎・砂子坂・極楽寺。
- 1907年（明治40年）
  - 2月 極楽寺トンネル竣工
  - 8月16日 極楽寺 - 大町（現在廃止）間開業。追加停留所は権五郎社前・長谷・由井ヶ浜・海岸院通・原の台・学校裏・大町。
- 1910年（明治43年）11月4日 大町 - 小町（現在廃止）間開業。全線開通。追加停留所は和田塚（原の台 - 学校裏間）・蔵屋敷・小町。
- 1911年（明治44年）10月3日 横浜電気に買収され、同社の江之島電気鉄道部の運営となる。
- 1912年（明治45年）6月 極楽寺車庫を新設
- 1915年（大正4年）10月18日 谷沢停留所廃止。琵琶小路（学校裏 - 大町間）停留所新設。田辺を行合に、行合橋を大境に、海岸院通を海岸通りに、小町を鎌倉に改称。
- 1918年（大正7年）6月24日 中原・神戸橋・満福寺前停留所廃止。腰越を腰越浜上に、袂ヶ浦を恵風園前に改称。
- 1920年（大正9年）4月 高砂（現・石上。石上 - 川袋間）・柳小路（川袋 - 藤ヶ谷間）停留所新設
- 1921年（大正10年）5月1日 横浜電気が東京電燈に買収され、当線の運営も引き継ぐ。
- 1928年（昭和3年）7月1日 江ノ島電気鉄道（現・法人）が東京電燈の路線を譲り受け、同社の路線となる。
- 1929年（昭和4年） 片瀬を江ノ島に、土橋を腰越に、腰越浜上を小動に改称。
- 1931年（昭和6年）8月 納涼電車運転開始
- 1935年（昭和10年） 大境 - 追揚間にキャンプカー前臨時停留所を開設。
- 1944年（昭和19年）
  - 2月29日 新屋敷・浜須賀停留所を廃止。
  - 6月30日 石上・高砂・柳小路の各停留所およびキャンプカー前臨時停留所を廃止。
  - 11月18日 藤ヶ谷・山本橋・龍ノ口・腰越・小動・恵風園前・行合・大境・追揚・姥ヶ谷・砂子坂・権五郎社前・海岸通り・原の台・学校裏・大町・蔵屋敷の各停留所を廃止。七里ヶ浜を現在地に移設。停留所数が34から17と半減する。
- 1945年（昭和20年）
  - 4月28日 峰ヶ原・音無橋・由井ヶ浜・琵琶小路の各停留所を廃止。停留所数が13と最少となる。
  - 11月27日 地方鉄道法に基づく鉄道に変更。
- 1948年（昭和23年）7月15日 谷戸駅を腰越駅に改称。
- 1949年（昭和24年）
  - 3月1日 鎌倉（旧・小町）駅を国鉄（当時）鎌倉駅構内に移転し、鎌倉駅への乗り入れを開始。
  - 8月1日 江ノ島鎌倉観光に社名変更。
- 1950年（昭和25年）
  - 7月1日 運行時刻変更（13分間隔運行）[6]
  - 7月15日 川袋駅を廃止し、旧・高砂を石上駅と改称して復活、旧・柳小路を柳小路駅として復活、旧・海岸通りを由比ヶ浜駅と改称して復活。
- 1952年（昭和27年）4月15日 運行時刻変更（12分間隔運行）[6]
- 1953年（昭和28年）8月20日 日坂駅を鎌倉高校前駅と改称、旧・峰ヶ原を信号場とする。
- 1955年（昭和30年）7月30日 ホーム嵩上完了。ステップ廃止。
- 1958年（昭和33年）12月1日 西方駅を湘南海岸公園駅と改称。
- 1969年（昭和44年）11月25日 柳小路駅 - 鵠沼駅間で上り電車と下り電車が正面衝突。数人が負傷[10]。
- 1971年（昭和46年）6月21日 従来行っていた続行運転を廃止し、4両編成での運転を開始。
- 1974年（昭和49年）6月7日 藤沢 - 石上間高架線化。藤沢駅が江ノ電百貨店（現小田急百貨店藤沢店）2階に移転。
- 1979年（昭和54年）6月6日 藤沢駅で、電車が停止できず車止めを乗り越える事故が発生。乗客24人が負傷[11]。原因は運転士の過失であり、事故を契機に全線に保安装置（自動列車停止装置）を設置した。
- 1981年（昭和56年）
  - 1月23日 自動列車停止装置（ATS）使用開始[12]。
  - 9月1日 江ノ島電鉄に社名変更。
- 1982年（昭和57年）4月23日 境川橋梁掛け替え工事に伴い、鵠沼駅を旧・藤ヶ谷の位置に臨時移設。
- 1984年（昭和59年）5月23日 境川橋梁掛け替え工事完了。
- 1985年（昭和60年）5月25日 鵠沼駅改良工事完了。同駅を元の位置に戻す。
- 1997年（平成9年）10月14日 鎌倉高校前駅が「関東の駅百選」に選定される。
- 1999年（平成11年）10月14日 極楽寺駅が「関東の駅百選」に選定される。
- 2007年（平成19年）3月18日 PASMO導入。同時にSuicaも利用可能に。
- 2011年（平成23年）6月9日 全駅に駅ナンバリング導入[13]。
- 2013年（平成25年）3月23日 交通系ICカード全国相互利用サービス開始により、Kitaca、manaca、TOICA、ICOCA、PiTaPa、nimoca、はやかけん、SUGOCAが利用可能になる。
- 2014年（平成26年） 「江ノ島電鉄」は「明治期の日本における鉄道黎明期の雰囲気を今に伝え、地元密着型の軌道として湘南の風景の一部となっている貴重な土木遺産」として、土木学会選奨土木遺産に選ばれる[14]。
- 2023年（令和5年）
  - 3月18日 運行時刻変更（14分間隔運行）[15]
  - 4月15日 タッチ決済による乗車が可能になる[16]。
- 2024年（令和6年）3月17日 CTC（列車集中制御装置）を導入[17]。

## 運行形態

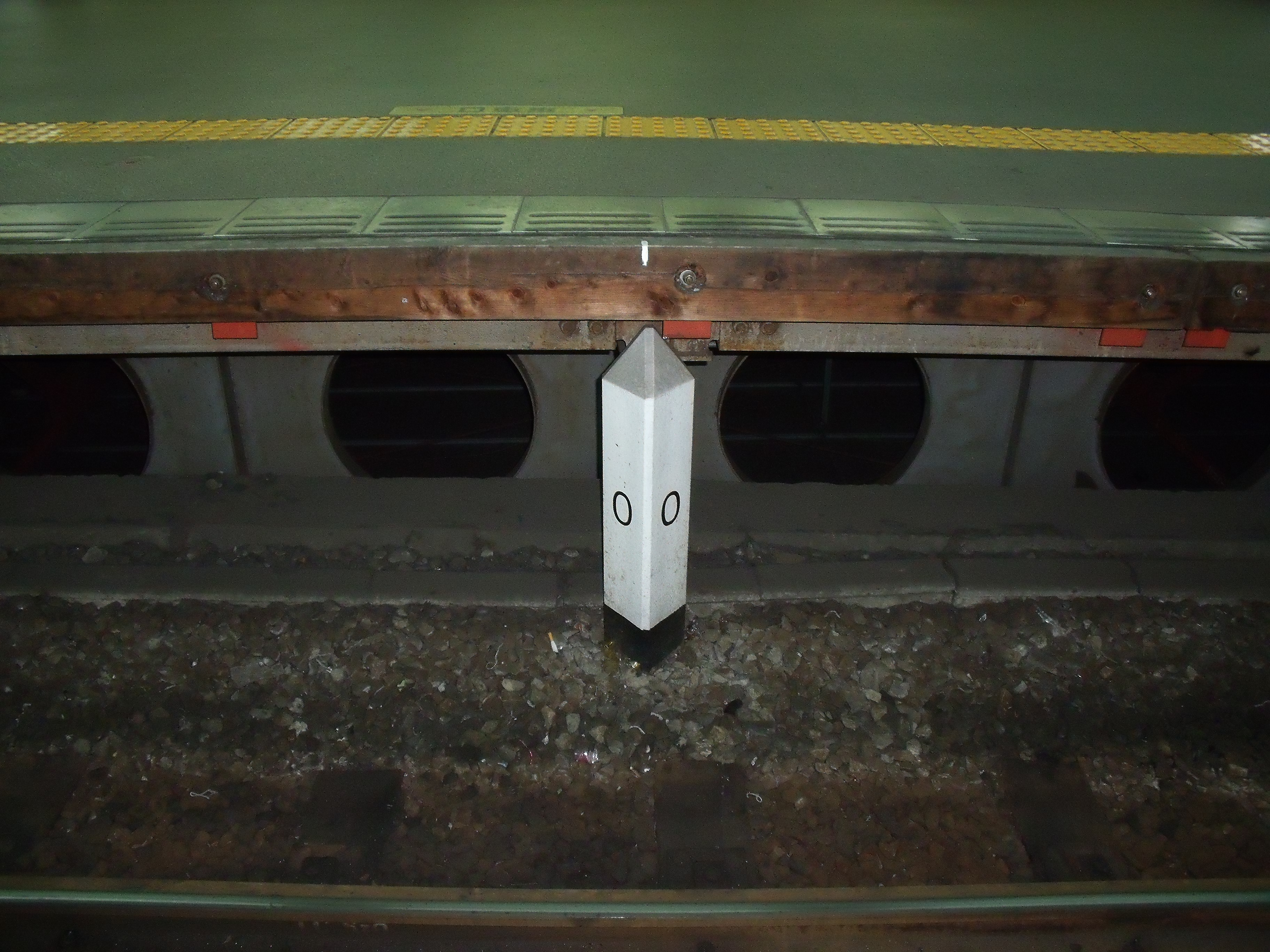
藤沢駅の0キロポスト（2009年4月2日撮影）

起点は藤沢駅である。したがって藤沢方面行きが上り列車（列車番号が偶数）、鎌倉方面行きが下り列車（列車番号が奇数）となる。
早朝・深夜を除き14分間隔で運行され、すべての交換可能駅・信号場で列車交換が行われる「ネットダイヤ」を形成している。
2023年3月18日のダイヤ改正により、定時運行の確保や利用状況の変化を見据え、運転間隔が1952年以来継続していた12分間隔から変更された。同時に停車時間も見直され、全線所要時間が34分から37分に増加した。
全日共通ダイヤであるが、平日は7時頃から18時頃までのすべての列車が4両編成、それ以外の時間帯は一部の列車が2両編成で運転される。土休日は9時頃から19時頃まですべて4両編成が組まれる。日中は全線6編成で運行されるが、正月やゴールデンウィークなど繁忙期は7編成となり、鎌倉駅5番線を使用した交互発着で運用される。
全区間通しの列車のほか、朝と夜の一部は検車区のある極楽寺駅始発・終着、電留線のある江ノ島駅を始発・終着とする区間列車がある。また2023年3月18日のダイヤ改正以降は、鎌倉駅で夜間留置が行われるようになった。
ワンマン運転は行っておらず、全ての列車に車掌が乗務する。

## 利用状況

### 輸送実績
江ノ島電鉄線の輸送実績を下表に記す。
表中、輸送人員の単位は万人。輸送人員は年度での値。表中、最高値を薄赤色で、最高値を記録した年度以降の最低値を薄青色で、最高値を記録した年度以前の最低値を薄緑色で表記している。
| 年度別輸送実績     | 年度別輸送実績                 | 年度別輸送実績                 | 年度別輸送実績                 | 年度別輸送実績                 | 年度別輸送実績  | 年度別輸送実績           |
| 年度               | 輸送実績（乗車人員） 万人/年度 | 輸送実績（乗車人員） 万人/年度 | 輸送実績（乗車人員） 万人/年度 | 輸送実績（乗車人員） 万人/年度 | 輸送密度 人/1日 | 特記事項                 |
| ------------------ | ------------------------------ | ------------------------------ | ------------------------------ | ------------------------------ | --------------- | ------------------------ |
| 年度               | 通勤定期                       | 通学定期                       | 定期外                         | 合計                           | 輸送密度 人/1日 | 特記事項                 |
| 1975年（昭和50年） | 379.6                          | 320.2                          | 650.5                          | 1350.3                         | 13,064          |                          |
| 1976年（昭和51年） | 374.5                          | 302.8                          | 708.0                          | 1385.3                         | 13,487          |                          |
| 1977年（昭和52年） | 380.7                          | 300.1                          | 791.0                          | 1471.9                         | 14,473          |                          |
| 1978年（昭和53年） | 365.7                          | 323.1                          | 798.1                          | 1487.0                         | 14,987          |                          |
| 1979年（昭和54年） | 356.5                          | 330.5                          | 800.9                          | 1487.9                         | 15,185          | 1000形電車新造・運行開始 |
| 1980年（昭和55年） | 352.5                          | 346.8                          | 826.4                          | 1525.8                         | 15,739          |                          |
| 1981年（昭和56年） | 350.3                          | 364.7                          | 805.6                          | 1520.8                         | 16,000          |                          |
| 1982年（昭和57年） | 332.3                          | 359.0                          | 817.3                          | 1508.5                         | 16,487          |                          |
| 1983年（昭和58年） | 320.4                          | 343.9                          | 774.3                          | 1438.6                         | 15,874          |                          |
| 1984年（昭和59年） | 321.6                          | 341.3                          | 790.7                          | 1453.7                         | 16,229          |                          |
| 1985年（昭和60年） | 322.7                          | 351.0                          | 802.2                          | 1475.9                         | 16,379          |                          |
| 1986年（昭和61年） | 333.6                          | 349.4                          | 827.5                          | 1510.5                         | 16,624          |                          |
| 1987年（昭和62年） | 338.8                          | 346.9                          | 837.3                          | 1523.0                         | 16,678          |                          |
| 1988年（昭和63年） | 346.7                          | 347.3                          | 851.7                          | 1545.7                         | 16,932          |                          |
| 1989年（平成元年） | 348.5                          | 344.5                          | 845.6                          | 1538.6                         | 16,354          |                          |
| 1990年（平成2年）  | 362.0                          | 343.2                          | 902.3                          | 1607.5                         | 17,066          |                          |
| 1991年（平成3年）  | 373.3                          | 335.2                          | 926.6                          | 1635.1                         | 17,023          |                          |
| 1992年（平成4年）  | 368.3                          | 312.5                          | 906.0                          | 1586.8                         | 16,348          |                          |
| 1993年（平成5年）  | 359.7                          | 277.7                          | 888.4                          | 1525.8                         | 16,065          |                          |
| 1994年（平成6年）  | 365.0                          | 294.7                          | 908.5                          | 1568.2                         | 15,549          |                          |
| 1995年（平成7年）  | 358.3                          | 274.0                          | 884.6                          | 1516.9                         | 15,367          |                          |
| 1996年（平成8年）  | 352.3                          | 248.1                          | 862.7                          | 1463.1                         | 14,775          |                          |
| 1997年（平成9年）  | 349.0                          | 226.7                          | 864.2                          | 1439.9                         | 14,344          |                          |
| 1998年（平成10年） | 325.9                          | 220.3                          | 849.6                          | 1395.8                         | 13,913          |                          |
| 1999年（平成11年） | 317.6                          | 218.4                          | 845.5                          | 1381.5                         | 13,693          |                          |
| 2000年（平成12年） | 313.3                          | 207.9                          | 855.0                          | 1376.2                         | 13,584          |                          |
| 2001年（平成13年） | 305.7                          | 199.7                          | 883.5                          | 1388.9                         | 13,676          |                          |
| 2002年（平成14年） | 301.9                          | 185.1                          | 888.4                          | 1375.4                         | 13,415          |                          |
| 2003年（平成15年） | 297.0                          | 181.5                          | 911.6                          | 1390.1                         | 13,459          |                          |
| 2004年（平成16年） | 298.9                          | 178.8                          | 938.8                          | 1416.5                         | 13,610          |                          |
| 2005年（平成17年） | 300.8                          | 177.2                          | 960.9                          | 1438.9                         | 13,791          |                          |
| 2006年（平成18年） | 308.0                          | 179.1                          | 969.0                          | 1456.1                         | 14,589          |                          |
| 2007年（平成19年） |                                |                                | 1018.9                         | 1516.9                         |                 |                          |
| 2008年（平成20年） | 314.3                          | 197.2                          | 1059.4                         | 1570.9                         | 15,747          |                          |
| 2009年（平成21年） |                                |                                | 1043.7                         | 1564.4                         |                 |                          |
| 2010年（平成22年） |                                |                                | 1024.6                         | 1553.1                         |                 |                          |
| 2011年（平成23年） |                                |                                | 1005.2                         | 1528.7                         |                 |                          |
| 2012年（平成24年） | 315.5                          | 219.0                          | 1115.5                         | 1650.0                         | 16,975          |                          |
| 2013年（平成25年） | 320.6                          | 230.8                          | 1144.7                         | 1696.1                         | 17,518          |                          |
| 2014年（平成26年） | 336.2                          | 224.4                          | 1210.4                         | 1771.0                         | 18,193          |                          |
| 2015年（平成27年） | 351.4                          | 239.5                          | 1247.5                         | 1838.4                         | 18,881          |                          |
| 2016年（平成28年） | 358.0                          | 245.3                          | 1283.5                         | 1886.7                         | 19,364          |                          |
| 2017年（平成29年） | 365.2                          | 243.7                          | 1311.6                         | 1920.5                         | 20,900          |                          |
| 2018年（平成30年） | 374.2                          | 244.9                          | 1338.0                         | 1957.1                         | 21,329          |                          |
| 2019年（令和元年） | 376.7                          | 243.7                          | 1251.0                         | 1871.4                         | 20,306          |                          |
| 2020年（令和2年）  | 304.4                          | 173.6                          | 629.7                          | 1107.7                         | 11,603          |                          |
| 2021年（令和3年）  | 300.1                          | 223.0                          | 808.2                          | 1331.4                         | 13,983          |                          |

鉄道統計年報（国土交通省鉄道局監修）より抜粋

### 営業成績
江ノ島電鉄線の営業成績を下表に記す。表中、収入の単位は千円。数値は年度での値。表中、最高値を赤色で、最高値を記録した年度以降の最低値を青色で、最高値を記録した年度以前の最低値を緑色で表記している。
| 年度別営業成績     | 年度別営業成績         | 年度別営業成績         | 年度別営業成績         | 年度別営業成績         | 年度別営業成績         | 年度別営業成績     | 年度別営業成績     | 年度別営業成績     | 年度別営業成績     | 年度別営業成績 |
| 年度               | 旅客運賃収入 千円/年度 | 旅客運賃収入 千円/年度 | 旅客運賃収入 千円/年度 | 旅客運賃収入 千円/年度 | 旅客運賃収入 千円/年度 | 運輸雑収 千円/年度 | 営業収益 千円/年度 | 営業経費 千円/年度 | 営業損益 千円/年度 | 営業 係数      |
| ------------------ | ---------------------- | ---------------------- | ---------------------- | ---------------------- | ---------------------- | ------------------ | ------------------ | ------------------ | ------------------ | -------------- |
| 年度               | 通勤定期               | 通学定期               | 定期外                 | 手小荷物               | 合計                   | 運輸雑収 千円/年度 | 営業収益 千円/年度 | 営業経費 千円/年度 | 営業損益 千円/年度 | 営業 係数      |
| 1975年（昭和50年） | 238,605                | ←←←←                   | 420,156                | 0                      | 658,761                | 69,092             | 727,853            |                    |                    |                |
| 1976年（昭和51年） | 244,343                | ←←←←                   | 477,443                | 0                      | 721,786                | 75,911             | 797,697            |                    |                    |                |
| 1977年（昭和52年） |                        | ←←←←                   |                        |                        |                        |                    |                    |                    |                    |                |
| 1978年（昭和53年） |                        | ←←←←                   |                        |                        |                        |                    |                    |                    |                    |                |
| 1979年（昭和54年） |                        | ←←←←                   |                        |                        |                        |                    |                    |                    |                    |                |
| 1980年（昭和55年） | 360,089                | ←←←←                   | 771,859                | 0                      | 1,131,948              | 93,866             | 1,225,814          |                    |                    |                |
| 1981年（昭和56年） | 419,644                | ←←←←                   | 893,702                | 0                      | 1,313,346              | 85,815             | 1,399,161          |                    |                    |                |
| 1982年（昭和57年） |                        | ←←←←                   |                        |                        |                        |                    |                    |                    |                    |                |
| 1983年（昭和58年） |                        | ←←←←                   |                        |                        |                        |                    |                    |                    |                    |                |
| 1984年（昭和59年） |                        | ←←←←                   |                        |                        |                        |                    |                    |                    |                    |                |
| 1985年（昭和60年） | 502,962                | ←←←←                   | 1,158,171              | 0                      | 1,661,133              | 106,079            | 1,767,212          |                    |                    |                |
| 1986年（昭和61年） | 540,996                | ←←←←                   | 1,246,668              | 0                      | 1,787,664              | 123,313            | 1,910,977          |                    |                    |                |
| 1987年（昭和62年） | 317,584                | 225,883                | 1,263,465              | 0                      | 1,806,932              | 138,789            | 1,945,721          |                    |                    |                |
| 1988年（昭和63年） | 337,102                | 235,971                | 1,344,221              | 0                      | 1,917,294              | 129,175            | 2,046,469          |                    |                    |                |
| 1989年（平成元年） | 352,310                | 247,971                | 1,400,329              | 0                      | 2,000,610              | 140,113            | 2,140,723          |                    |                    |                |
| 1990年（平成2年）  | 366,450                | 247,175                | 1,488,269              | 0                      | 2,101,894              | 141,983            | 2,243,877          |                    |                    |                |
| 1991年（平成3年）  | 388,534                | 247,663                | 1,577,225              | 0                      | 2,213,422              | 155,647            | 2,369,069          |                    |                    |                |
| 1992年（平成4年）  | 419,077                | 253,996                | 1,664,644              | 0                      | 2,337,717              | 172,206            | 2,509,923          |                    |                    |                |
| 1993年（平成5年）  | 415,482                | 239,944                | 1,666,192              | 0                      | 2,321,618              | 172,729            | 2,494,347          |                    |                    |                |
| 1994年（平成6年）  | 409,611                | 225,473                | 1,626,586              | 0                      | 2,261,670              | 161,978            | 2,423,648          |                    |                    |                |
| 1995年（平成7年）  | 428,970                | 231,477                | 1,706,711              | 0                      | 2,367,158              | 164,708            | 2,531,868          |                    |                    |                |
| 1996年（平成8年）  | 443,982                | 220,167                | 1,740,246              | 0                      | 2,404,395              | 158,183            | 2,562,578          |                    |                    |                |
| 1997年（平成9年）  | 440,371                | 201,681                | 1,733,555              | 0                      | 2,375,607              | 152,490            | 2,528,097          |                    |                    |                |
| 1998年（平成10年） | 412,510                | 196,020                | 1,701,343              | 0                      | 2,309,873              | 103,120            | 2,412,993          |                    |                    |                |
| 1999年（平成11年） | 400,703                | 194,387                | 1,690,878              | 0                      | 2,285,968              | 107,433            | 2,393,401          |                    |                    |                |
| 2000年（平成12年） | 397,042                | 184,850                | 1,704,435              | 0                      | 2,286,327              | 98,355             | 2,384,682          |                    |                    |                |
| 2001年（平成13年） | 388,090                | 177,510                | 1,765,620              | 0                      | 2,331,220              | 91,571             | 2,422,791          |                    |                    |                |
| 2002年（平成14年） | 382,967                | 163,845                | 1,762,419              | 0                      | 2,309,231              | 86,222             | 2,395,453          |                    |                    |                |
| 2003年（平成15年） | 377,593                | 159,360                | 1,806,627              | 0                      | 2,343,580              | 96,504             | 2,440,084          |                    |                    |                |
| 2004年（平成16年） | 380,304                | 155,827                | 1,853,560              | 0                      | 2,389,691              | 104,310            | 2,494,001          |                    |                    |                |
| 2005年（平成17年） | 382,191                | 153,916                | 1,900,535              | 0                      | 2,436,642              | 96,281             | 2,532,923          |                    |                    |                |
| 2006年（平成18年） | 393,153                | 155,657                | 1,937,900              | 0                      | 2,486,710              | 92,675             | 2,579,385          | 2,226,566          | 352,819            | 86.3           |
| 2007年（平成19年） |                        |                        | 2,067,796              | 0                      |                        | 104,592            | 2,727,311          |                    |                    |                |
| 2008年（平成20年） | 396,043                | 171,085                | 2,161,710              | 0                      | 2,728,840              | 105,203            | 2,834,043          |                    |                    |                |
| 2009年（平成21年） |                        |                        |                        |                        |                        |                    |                    |                    |                    |                |
| 2010年（平成22年） |                        |                        |                        |                        |                        |                    |                    |                    |                    |                |
| 2011年（平成23年） |                        |                        |                        |                        |                        |                    |                    |                    |                    |                |
| 2012年（平成24年） | 405,406                | 190,724                | 2,281,444              | 0                      | 2,877,574              | 97,376             | 2,974,950          | 2,732,405          | 242,545            | 91.8           |
| 2013年（平成25年） | 417,505                | 202,150                | 2,345,358              | 0                      | 2,965,013              | 88,558             | 3,053,571          | 2,793,661          | 259,910            | 91.5           |
| 2014年（平成26年） | 420,521                | 193,752                | 2,480,529              | 0                      | 3,094,803              | 92,453             | 3,187,257          | 2,810,443          | 376,814            | 88.2           |
| 2015年（平成27年） | 438,484                | 208,163                | 2,554,639              | 0                      | 3,201,286              | 92,949             | 3,294,235          | 2,832,053          | 462,181            | 86.0           |
| 2016年（平成28年） | 446,270                | 214,116                | 2,629,308              | 0                      | 3,289,695              | 92,065             | 3,381,761          | 2,968,128          | 413,633            | 87.8           |

鉄道統計年報（国土交通省鉄道局監修）より抜粋

## 駅一覧
- 全駅神奈川県内に所在。
- 列車交換 … ◇・∧：交換可、｜：交換不可

| 駅番号 | 駅名                      | 駅間キロ | 営業キロ | 接続路線                                                                                         | 列車交換 | 所在地 |
| ------ | ------------------------- | -------- | -------- | ------------------------------------------------------------------------------------------------ | -------- | ------ |
| EN01   | 藤沢駅                    | -        | 0.0      | 東日本旅客鉄道： 東海道線（上野東京ライン・湘南新宿ライン） (JT 08) 小田急電鉄： 江ノ島線 (OE13) | ｜       | 藤沢市 |
| EN02   | 石上駅                    | 0.6      | 0.6      |                                                                                                  | ｜       | 藤沢市 |
| EN03   | 柳小路駅 （鵠沼高等学校） | 0.6      | 1.2      |                                                                                                  | ｜       | 藤沢市 |
| EN04   | 鵠沼駅                    | 0.7      | 1.9      |                                                                                                  | ◇        | 藤沢市 |
| EN05   | 湘南海岸公園駅            | 0.8      | 2.7      |                                                                                                  | ｜       | 藤沢市 |
| EN06   | 江ノ島駅                  | 0.6      | 3.3      |                                                                                                  | ◇        | 藤沢市 |
| EN07   | 腰越駅                    | 0.6      | 3.9      |                                                                                                  | ｜       | 鎌倉市 |
| EN08   | 鎌倉高校前駅              | 0.8      | 4.7      |                                                                                                  | ｜       | 鎌倉市 |
| -      | 峰ヶ原信号場              | -        | -        |                                                                                                  | ◇        | 鎌倉市 |
| EN09   | 七里ヶ浜駅                | 0.9      | 5.6      |                                                                                                  | ｜       | 鎌倉市 |
| EN10   | 稲村ヶ崎駅                | 1.2      | 6.8      |                                                                                                  | ◇        | 鎌倉市 |
| EN11   | 極楽寺駅                  | 0.8      | 7.6      |                                                                                                  | ｜       | 鎌倉市 |
| EN12   | 長谷駅                    | 0.7      | 8.3      |                                                                                                  | ◇        | 鎌倉市 |
| EN13   | 由比ヶ浜駅                | 0.6      | 8.9      |                                                                                                  | ｜       | 鎌倉市 |
| EN14   | 和田塚駅                  | 0.3      | 9.2      |                                                                                                  | ｜       | 鎌倉市 |
| EN15   | 鎌倉駅                    | 0.8      | 10.0     | 東日本旅客鉄道： 横須賀線 (JO 07)・ 湘南新宿ライン (JS 07)                                       | ∧        | 鎌倉市 |

- 藤沢駅・江ノ島駅・腰越駅・七里ヶ浜駅・長谷駅・鎌倉駅は、駅係員が配置された有人駅で、それ以外の駅は全て無人駅である。